# Tim Matavž
Tim Matavž, né le 13 janvier 1989 à Šempeter pri Gorici, est un footballeur international slovène. Il évolue actuellement au poste d'avant-centre dans le club émirati d'Al-Wahda.

## Biographie

### En club

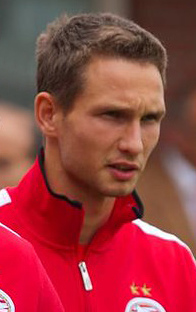
Matavž avec le PSV Eindhoven en 2011

Tim Matavž commence à jouer au football à l'âge de 6 ans avec le ND Bilje (en), un club local. Il signe au ND Gorica, club slovène évoluant en première division en 2004. Après 2 années dans l'équipe réserve, il rejoint l'équipe première en 2006 et réalise une saison prolifique, inscrivant 11 buts en championnat et l'unique but de l'année en compétition européenne, lors des qualifications à la coupe de l'UEFA contre le FK Rabotnički Skopje (match perdu 2 buts à 1).
Lors du mercato d'été 2007, il signe un contrat de cinq ans le 30 août 2007 avec le FC Groningen à l'âge de 18 ans.
Le 26 septembre 2007, il inscrit un quadruplé en coupe des Pays-Bas contre le IJsselmeervogels Spakenburg.
Il est prêté pour un an au FC Emmen en janvier 2008, mais reviendra prématurément pour cause de blessures.
Le 13 mars 2009, il inscrit son premier but en Eredivisie lors d'une victoire 2 à 0 contre le Roda JC.
Le 24 février 2010, Tim Matavž prolonge son contrat avec le FC Groningen jusqu'en 2012.
Arrivé en fin de contrat au Vitesse Arnhem à l'issue de la saison 2019-2020, il ne prolonge pas et quitte le club après y avoir passé trois saisons.

### En sélection
Il a été retenu par le sélectionneur de la Slovénie, Matjaž Kek, pour participer avec son pays à la coupe du monde 2010. Lors de cet appel, il n'a toutefois aucune expérience internationale avec l'équipe A de Slovénie. Il dispute sa première sélection le 4 juin 2010 en entrant en tant que remplaçant à la 84e minute de jeu face à la Nouvelle-Zélande lors d'un match de préparation à la Coupe du monde.
Le 8 octobre 2010, lors des éliminatoires pour le championnat d'Europe 2012, la Slovénie reçoit les îles Féroé. Tim Matavž inscrit ses trois premiers buts en sélection au cours de ce match. La Slovénie s'impose finalement par 5 buts à 1.

## Statistiques

### En club
| Saison    | Club          | Pays           | Championnat         | Coupes nationales | Coupes d’Europe   |
| --------- | ------------- | -------------- | ------------------- | ----------------- | ----------------- |
| 2007-2008 | FC Groningue  | Eredivisie     | 15 matchs           | 2 matchs / 4 buts | -                 |
| 2008-2009 | FC Emmen      | Eerste Divisie | -                   | 1 match           | -                 |
| 2008-2009 | FC Groningue  | Eredivisie     | 4 matchs / 2 buts   | 4 matchs / 1 but  | -                 |
| 2009-2010 | FC Groningue  | Eredivisie     | 32 matchs / 13 buts | 5 matchs / 3 buts | -                 |
| 2010-2011 | FC Groningue  | Eredivisie     | 29 matchs / 16 buts | 6 matchs / 4 buts | -                 |
| 2011-2012 | FC Groningue  | Eredivisie     | 4 matchs / 3 buts   | -                 | -                 |
| 2011-2012 | PSV Eindhoven | Eredivisie     | 28 matchs / 11 buts | 5 matchs / 4 buts | 9 matchs / 5 buts |
| 2012-2013 | PSV Eindhoven | Eredivisie     | 27 matchs / 11 buts | 4 matchs / 2 buts | 7 matchs / 7 buts |
| 2013-2014 | PSV Eindhoven | Eredivisie     | 15 matchs / 2 buts  | 1 match           | 6 matchs / 2 buts |
| 2014-2015 | FC Augsbourg  | Bundesliga     | 16 matchs / 3 buts  | 1 match           | -                 |

### En sélection
Buts en sélection :
| #  | Date             | Lieu                 | Adversaire | Score | Résultat | Compétition                       |
| -- | ---------------- | -------------------- | ---------- | ----- | -------- | --------------------------------- |
| 1  | 8 octobre 2010   | Ljubljana, Slovénie  | Îles Féroé | 1-0   | 5-1      | Éliminatoires Euro 2012           |
| 2  | 8 octobre 2010   | Ljubljana, Slovénie  | Îles Féroé | 2-0   | 5-1      | Éliminatoires Euro 2012           |
| 3  | 8 octobre 2010   | Ljubljana, Slovénie  | Îles Féroé | 3-0   | 5-1      | Éliminatoires Euro 2012           |
| 4  | 3 juin 2011      | Toftir, Îles Féroé   | Îles Féroé | 1-0   | 2-0      | Éliminatoires Euro 2012           |
| 5  | 2 septembre 2011 | Ljubljana, Slovénie  | Estonie    | 1-1   | 1-2      | Éliminatoires Euro 2012           |
| 6  | 15 novembre 2011 | Ljubljana, Slovénie  | États-Unis | 1-1   | 2-3      | Match amical                      |
| 7  | 15 novembre 2011 | Ljubljana, Slovénie  | États-Unis | 2-3   | 2-3      | Match amical                      |
| 8  | 12 octobre 2012  | Ljubljana, Slovénie  | Chypre     | 1-0   | 2-1      | Éliminatoires coupe du monde 2014 |
| 9  | 12 octobre 2012  | Ljubljana, Slovénie  | Chypre     | 2-0   | 2-1      | Éliminatoires coupe du monde 2014 |
| 10 | 30 mai 2013      | Bielefeld, Allemagne | Turquie    | 2-0   | 2-0      | Match amical                      |
| 11 | 19 novembre 2019 | Varsovie, Pologne    | Pologne    | 1-1   | 3-2      | Éliminatoires Euro 2016           |

## Palmarès
- PSV Eindhoven
  - Vainqueur de la Coupe des Pays-Bas en 2012
  - Vainqueur de la Supercoupe des Pays-Bas en 2012